# Лужский ИТЛ
Лужла́г (Лужский исправи́тельно-трудово́й ла́герь) — подразделение, действовавшее в системе исправительно-трудовых учреждений СССР.
Существовал с 3 августа 1937 года по 31 июля 1941 года в районе деревни Косколово Кингисеппского района Ленинградской области (Лужская губа Финского залива).
Также известен как Строительство 200, Управление строительства № 200.
Адрес: г. Ленинград, п/я 200.
В задачу Лужского ИТЛ входило строительство военно-морской базы Балтийского флота «Ручьи» и города Комсомольск-на-Балтике.
Для снабжения Лужского ИТЛ и ВМБ «Ручьи» строилась рокадная железная дорога Веймарн — Чудово — Будогощь — Тихвин. Полностью проект строительства железной дороги осуществлен не был. Действует только участок Тихвин — Будогощь.
Подчинённость: с 03.08.1937 — Главному управлению лагерей НКВД, с 13.09.1940 — Главному управлению лагерей гидротехнического строительства (ГУЛГТС НКВД).
Численность:
- 01.01.38 — 6645,
- 01.10.38 — 65773[источник не указан 1500 дней],
- 01.01.39 — 6174,
- 01.01.40 — 10 222 (УРО);
- 01.01.41 — 9558,
- 15.06.41 — 7821

Начальники:
- нач. — капитан государственной безопасности Г. Д. Афанасьев, с 03.08.37 — не ранее 24.02.41;
- старший лейтенант государственной безопасности С. Н. Люблин, ? — по 03.04.41;
- з/н — И. И. Гиммельман, с 12.09.37 по 14.09.40.

## Дополнительные материалы
- О «Мукково» рассказывают архивы // Брагин В. И. Пушки на рельсах — М.: издание автора, 2006.
- ЖЖ-юзер v_murza. Комсомольск-на-Балтике
- Аристов В. Военно-морская база Ручьи // Восточный берег. Газета г. Кингисепп, 1996
- Лужский ИТЛ И Строительство 200 (Лужлаг, Строительство 200 и ИТЛ) из справочника: "Система исправительно-трудовых лагерей в СССР"